# Goerita flinti
Goerita flinti är en nattsländeart som beskrevs av Parker 1999. Goerita flinti ingår i släktet Goerita och familjen grusrörsnattsländor. Inga underarter finns listade i Catalogue of Life.